# Chemin de fer Québec, Montréal, Ottawa & Occidental
Le chemin de fer Québec, Montréal, Ottawa et Occidental (QMO&OR) est le premier chemin de fer important sur la rive nord du fleuve Saint-Laurent au Canada. 
À la fin de 1877, la voie ferrée relie les villes de Montréal et d'Aylmer (à l'est de la rivière Outaouais, près d'Ottawa), puis en février 1879 la voie ferrée est ouverte vers l'est jusqu'à la ville de Québec, capitale de la province de Québec. C'est la province de Québec, dont le premier ministre était Charles-Eugène Boucher de Boucherville, qui avait créé le QMO&OR en 1875 pour prendre la relève de deux entreprises privées qui ont échoué, faute de subvention du gouvernement fédéral du Canada et en l'absence de financement auprès des financiers de Londres, parce que le Chemin de fer du Grand Tronc (Grand Trunk Railway, GTR), appartenant à des intérêts britanniques, s'y oppose. Les promoteurs originaux souhaitaient se joindre au projet de chemin de fer transcontinental canadien, un but qui sera atteint lorsque le QMO&OR sera vendu au Canadien Pacifique (CPR) en 1882 (division Ouest) et en 1885 (division Est).

## Origines

### Quebec North Shore Railway (QNSR)

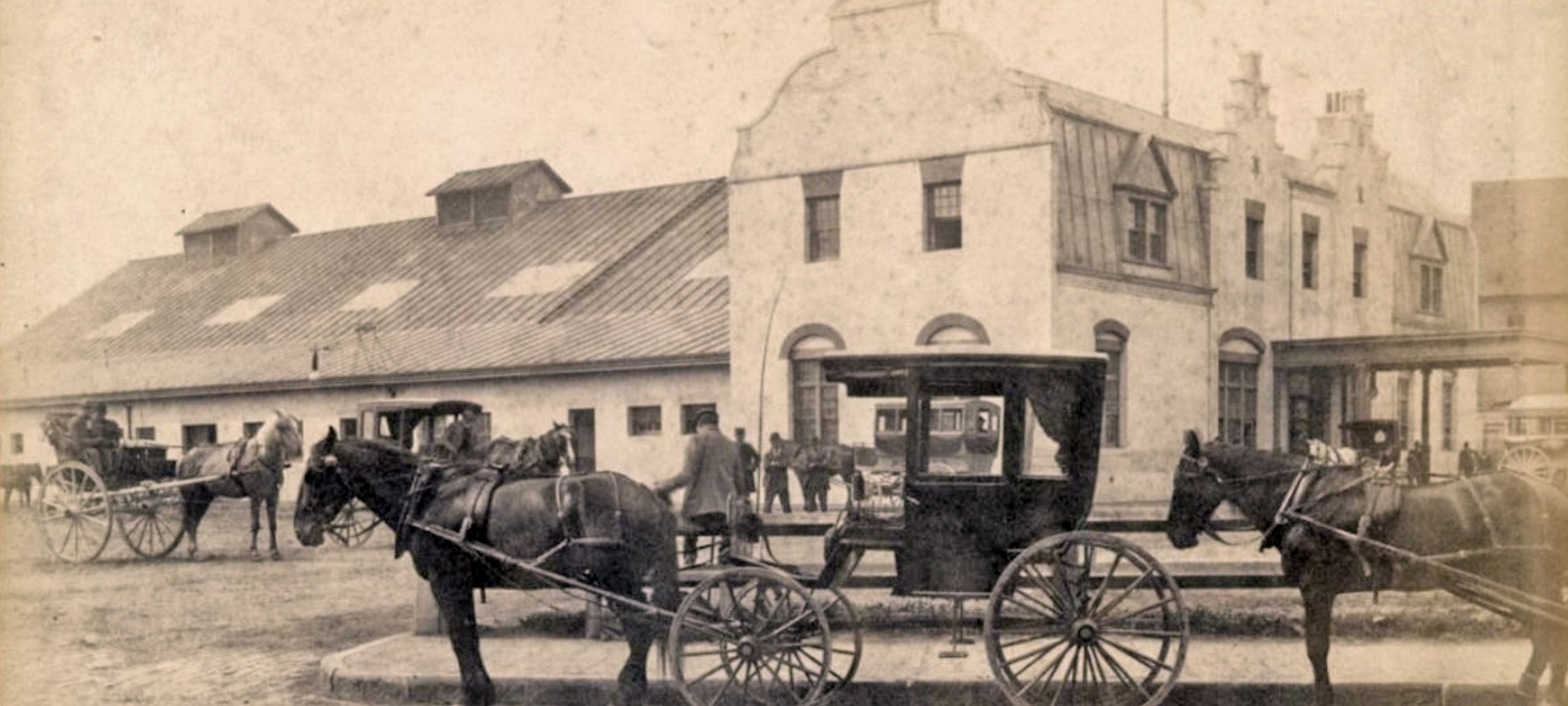
Gare du Palais vers 1876

En 1853, la bourgeoisie de la ville de Québec crée le Quebec North Shore Railway pour construire un chemin de fer entre Québec et Montréal. En 1858, le QNSR intègre la compagnie St-Maurice Railway & Steam fondée en 1857 par Joseph-Édouard Turcotte, député et maire de Trois-Rivières; le projet inclut une compagnie de navigation entre le village Les Piles et La Tuque.
En novembre 1870, le QNSR, reformé par un lobby de députés des circonscriptions entre Québec et Montréal avec J. É. Cauchon comme président, obtient du gouvernement du Québec 2 700 000 acres de terres. Cauchon fait campagne auprès de la ville de Québec et des autres villes situées sur le futur parcours et obtient des promesses de subventions de près d'un million de dollars. Vers 1872, le QNSR commence la construction de la gare du Palais à Québec. À partir de Québec, la voie ferrée s'éloigne du fleuve Saint-Laurent pour éviter l'embouchure de la rivière du Cap Rouge et se dirige vers : Lorette, St-Augustin, Pont-Rouge (pont construit en 1874), St-Basile, Portneuf, Deschambault, La Chevrottière et Grondines. Le début du trajet se situe loin du fleuve Saint-Laurent pour éviter de traverser les nombreuses rivières qui s'y jettent, au niveau de leur embouchure. Le 24 décembre 1875, le QNSR, à court d'argent, transfère ses actifs au QMO&OR.

### Montreal Northern Colonization Railway
La compagnie Montreal Northern Colonization Railway est fondée le 5 avril 1869. Le curé Antoine Labelle devient le plus grand défenseur de ce projet de voie ferrée entre Montréal et St-Jérôme pour promouvoir la colonisation afin de freiner l'expatriation des québécois vers les États-Unis et pour faciliter la livraison de bois de chauffage aux citadins de Montréal. En 1872, des hommes d'affaires montréalais se joignent au projet et se proposent d'atteindre la ville d'Ottawa, capitale du Canada. Le 8 avril 1875, la compagnie est renommée Montreal, Ottawa & Western Company . En 1876, la ville de Montréal accepte de verser un million de dollars en subvention. En décembre 1875, la compagnie fusionne avec le QMO&OR.

## Historique du QMO&OR

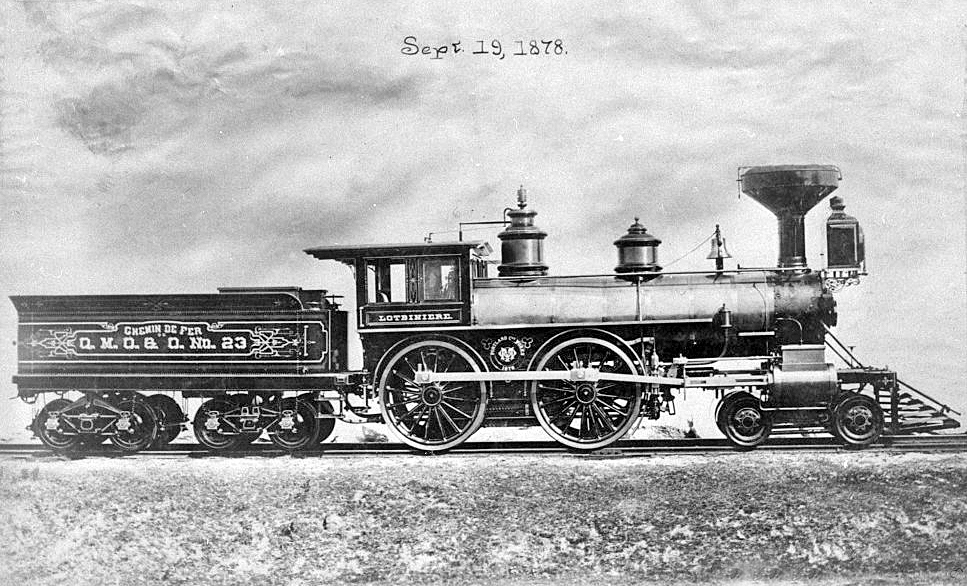
Locomotive à vapeur nommée LOTBINIÈRE en l'honneur du premier ministre de la province de Québec (1878).

En 1875, le gouvernement de la province de Québec crée le chemin de fer Québec, Montréal, Ottawa et Occidental afin de relier par voie ferrée la ville de Québec à Montréal, en intégrant les compagnies existantes qui se trouvaient en difficultés financières. Le QMO&OR termine la construction de la division Ouest du chemin de fer vers la fin de 1877. En 1880, la construction du Pont Prince de Galles sur la rivière des Outaouais permet d'atteindre Ottawa et de rejoindre le Chemin de fer du Canada Central (en), ce qui reliait les moulins à scie de Chute des Chaudières avec Montréal et les États-Unis via Brockville.

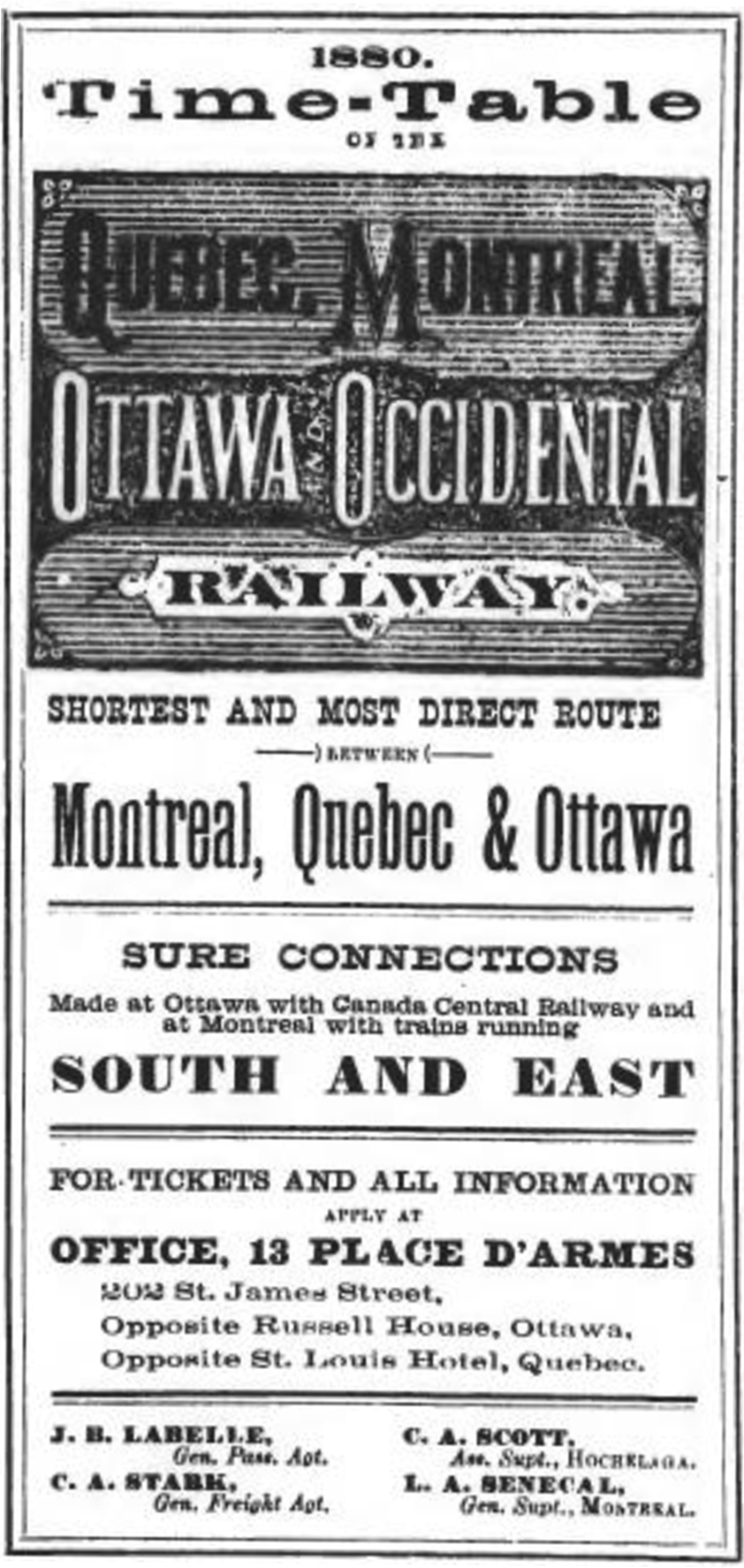
Time Table 1880

Le gouvernement du Québec paie 11,5 millions de dollars ; les villes de Québec et Montréal ainsi que d'autres municipalités paient 2,5 millions de dollars. Comme le gouvernement fédéral subventionnait toujours les compagnies privées, le gouvernement du Québec le relance jusqu'à ce qu'il obtienne 2,4 millions de dollars en 1884.
La division Est de Québec à Montréal (trajet) inclut l'embranchement des Piles qui est construit en 1878 pour relier Cap-de-la-Madeleine, à l'est de Trois-Rivières, au village Les Piles (Grandes-Piles est situé en amont de Grand-Mère et Shawinigan; le site était utilisé pour classer et expédier les grumes acheminées par flottage sur la Rivière Saint-Maurice),,. En 1888, le Lower Laurentian Railway prolonge la voie des Piles jusqu'au Quebec & Lake St-John Railway à Rivière-à-Pierre. En 1901, le Great Northern of Canada reliera le Lower Laurentian à Hawkesbury en Ontario.

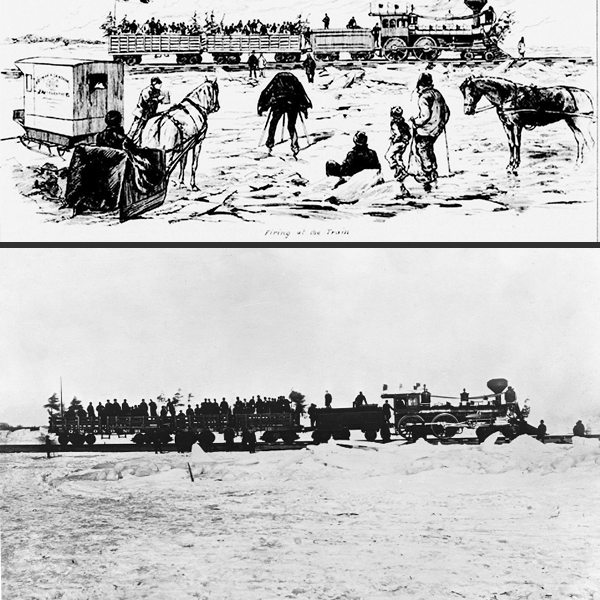
Pont de glace 1880

La division Ouest de Montréal à Aylmer (à l'est d'Ottawa et de la rivière Outaouais, trajet) inclut l'embranchement de St-Jérôme. C'est le 16 octobre 1876, que le QMO&OR inaugure le chemin de fer entre la paroisse d'Hochelaga à Montréal (coin rue Ste-Catherine et Harbour) et Saint-Jérôme. Le gouvernement du Québec nomme alors le curé Labelle responsable de la colonisation,.
Le 25 mai 1883, le Montreal & Western Railway est fondé pour prolonger la voie qui atteint Ste-Agathe (30,5 miles) le 1 septembre 1892, puis Labelle le 4 décembre 1893. Le CPR loue la voie de 1890 à 1897 et l'achète le 25 mars 1897. Le 10 juillet 1899, la compagnie de Chemin de Fer de Colonisation du Nord est créée pour prolonger la voie jusqu'à Mont-Laurier, ce qui est fait en 1909. Le CPR loue la voie pour 999 ans.
En 1848, le chemin de fer Atlantic & St-Lawrence Railway relie déjà Longueuil et Saint-Hyacinthe. Il est acheté plus tard par le GTR qui construit le pont Victoria pour rejoindre Montréal de l'autre côté du fleuve St-Laurent où son siège social sera transféré. Vers 1880, le QMO&OR établit un partenariat avec le chemin de fer de Montreal, Portland & Boston sur la rive sud, mais refuse de payer le tarif excessif demandé par le GTR pour utiliser son pont. Pendant l'été, un traversier-rail est utilisé, et pendant quatre hivers, de 1880 à 1883, des rails sont installés sur le fleuve St-Laurent glacé pour faire traverser les trains jusqu'à Montréal. Le pont ferroviaire Saint-Laurent ne sera construit qu'en 1887.

## Vente au Canadien Pacifique (CPR)

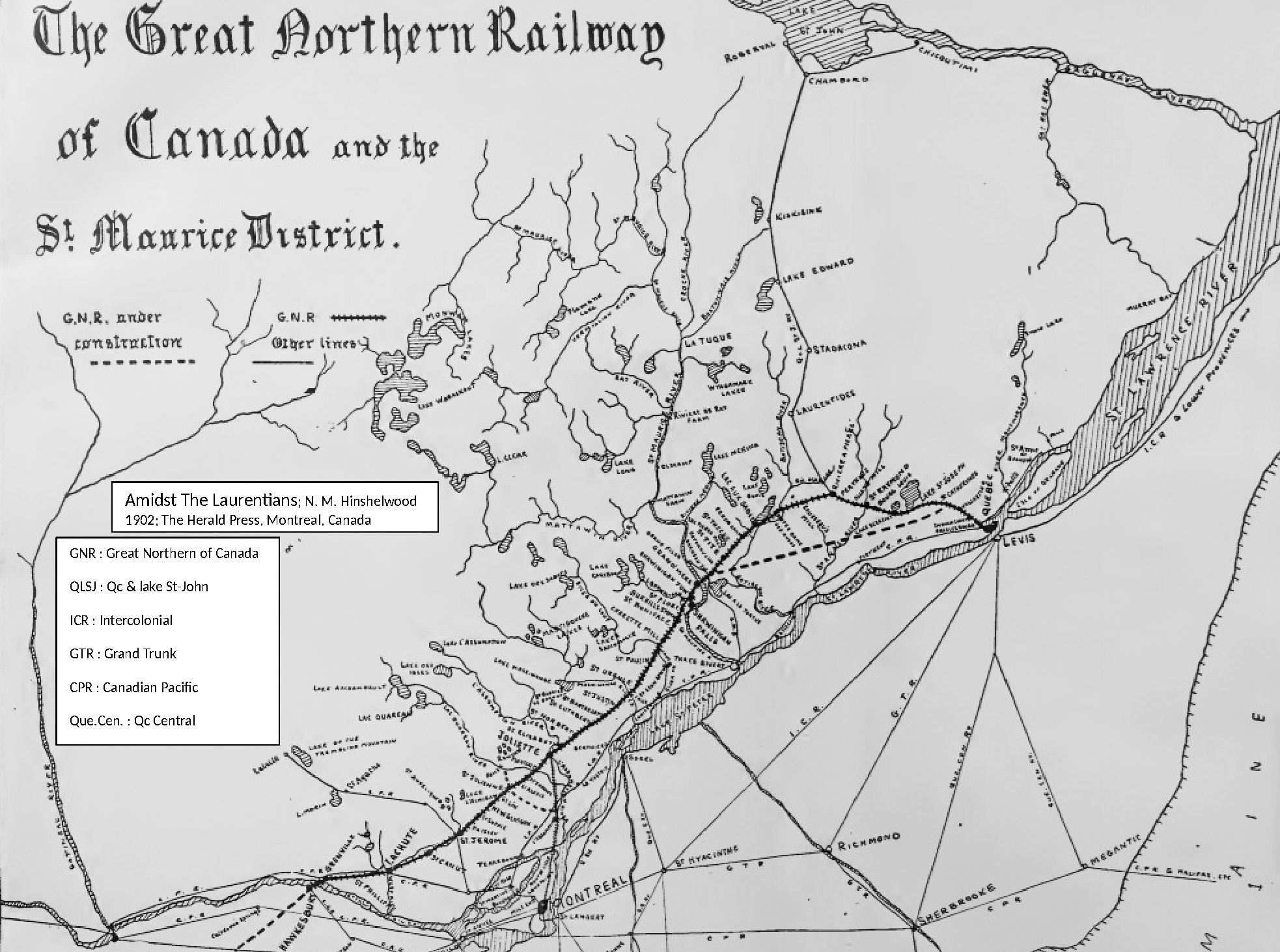
Cartes des voies ferrées du Québec en 1902

En mars 1882, le QMO&OR vend sa division Ouest (Montréal-Ottawa) pour 4 millions de dollars au Canadien Pacifique (fondé le 15 février 1881). La gare d’Hochelaga dans l’angle des rues Marlborough (Alphonse D. Roy) et Ste-Marie (Notre-Dame Est) est abandonnée par le CPR qui construit entre 1882 et 1884 le nouveau terminus de la gare Dalhousie, à Montréal (d'où partira le premier train transcontinental canadien, le 28 juin 1886).
Toujours en 1882, la division Est (Québec-Montréal) est vendue pour 4 millions de dollars à un groupe dirigé par Louis-Adélard Senécal, gestionnaire du MO&OR; un scandale politique éclate et Sénécal vend rapidement ses parts, à grand profit, au Grand Tronc qui détient alors le monopole sur les rives nord et sud du fleuve St-Laurent. En 1885, le gouvernement fédéral règle le conflit en achetant la division Est qu'il revend au Canadien Pacifique.
Le Canadien Pacifique est loin d'avoir satisfait toutes les attentes de la bourgeoisie de Québec. Le Canadien Pacifique choisit Montréal comme bureau chef  et prolonge le chemin de fer vers l'Est en passant par les Cantons de l'Est et le Maine plutôt que par Québec. Il faudra attendre 1917 pour que le Chemin de fer National Transcontinental construise le pont de Québec qui reliera la ville vers l'est. 
En 1997, le Canadien Pacifique vend au chemin de fer Québec-Gatineau, toutes ses voies au nord du fleuve St-Laurent.